# Megachile subatrella
Megachile subatrella là một loài Hymenoptera trong họ Megachilidae. Loài này được Rayment mô tả khoa học năm 1939.